# حسن حانینی
حسن بن علی عاملی حانینی (وفات ۱۰۲۵قمری یا ۱۰۳۵ قمری)  نویسنده، دانشمند، تاریخدان، مجتهد و شاعر و کاتب سده یازدهم هجری قمری است. او پدربزرگ مادری شیخ لطف الله میسی (صاحب مسجد شیخ لطف الله اصفهان) است.

## زندگی
حسن پسر علی پسر (حسن پسر) احمد پسر محمد کنینی عاملی (عالمی) حانینی در کنین در لبنان زاده شد.

### نام
اسم پدربزرگ او را در برخی منابع حسن پسر احمد آورده اند و در برخی دیگر احمد، اما در هر دو صورت آن دو را یکی انگاشته اند.
سید محسن امین در کتاب اعیان الشیعه نام او را حسن بن علی بن حسن بن احمد آورده است در صورتی که شیخ حر عاملی در کتاب أمل الآمل او را حسن بن علی بن احمد شناخته است.
به او القابی چون شیخ الاسلام، علامه و جمال الدین و تقی نسبت داده شده است. او را در برخی منابع عربی به طور الشيخ جمال الدين الحسن بن علي بن الحسن ابن أحمد بن محمد العاملي الكنيني الشهير بالحانيني آورده اند. در جای آمده است که «حانین به معنای رحمت است و معانی زیادی دارد، از جمله: متوفی و متوفی که سزاوار رحمت است، اردو نشینان، قرارگاه ها، و گویند به آن «دیر حنان» می گفتند. و به «گنبد نور» معروف بود. سید محسن امین آن را در برنامه های خود آورده و می گوید: «حانین» در عبری به معنای رحمت است.

### خاندان او
بنا به روایات، که در پس از اسلام به گفته محمدحسن نجفی (صاحب جواهر) پس ازحج در مکه مکرمه به جبل عامل آمده اند و این که او را فردی پرهیزکار از این خاندان دانسته. گفته شده پدران حسن حانینی پیش از مهاجرت به منطقه لبنان، در مدینه زندگی می‌کردند.
خانواده او از دانشمندان دینی اسلام و از شیعیان دوازده امامی شدند. خویشاوندان او پس از دعوت شاه تهماسب یکم از منطقه تحت سلطه امپراتوری عثمانی در زمان سلطان سلیمان یکم خارج و به ایران آمدند. اما احتمال می رود که خود او در حانین ساکن شده و تا لحظه پایان عمر آن جا می زیسته است. او در دوره ای زندگی می کرد که شاه عباس صفوی بر ایران و احمد یکم بر مناطق عثمانی حکمرانی می کردند.
شعرهای بسیار زیادی از او به جای مانده است به طوری که لقب شاعر کثیرالشعر داده اند. شعرهای به دست آمده از او به زبان عربی است. همچنین او را از تاریخ نویسان و محدثان مشهور شیعه دانسته اند.

### در گذشت
او در ۱۰۲۵قمری یا ۱۰۳۵ قمری درگذشت. بیشتر اسناد احتمال می دهند که او را در حانین، در منطقه لبنان کنونی (شهرستان بنت جبیل) به خاک سپرده باشند.

## یاد کرد دیگران

### لغت نامه دهخدا
علی‌اکبر دهخدا در لغت نامه دهخدا از جلد ۱ صفحه ۲۳۴ خلاصةالاثر خیرالدین زرکلی از او یاد شده است: 
«شاعری کثیرالشعر از اهل «بیت حانین» از اعمال صغد است . او راست: مجموع قصاید در مدح امیر فخرالدین بن معن . وفات وی به سال ۱۰۲۵ هجری قمری است .»

### اعیان شیعه
سید محسن امین، در کتاب اعیان الشیعه اینچنین از او یاد می کند:
...وی در سال 1035 وفات یافت چنانکه در خلاصه اثر آمده است و قبرش در روستای حنین در کنار جاده بیرون روستا از سمت شرق آن است و در سالهای 1348 و 1350 قبر او را زیارت کردم.
الکُنینی نسبت به دو جهان است.... و الحانینی نسبت به حنین غفلت شده...، دو قریه از جبل عامل که اصلش از کنین است، سپس در حنین ساکن شد و در آنجا وفات کرد.
سخنان علما درباره او در امل العمال: شیخ حسن بن علی بن احمد العاملی حنینی عالمی فاضل، ادیب ماهر، شاعر، فقیه فرهیخته، اهل حدیث، راستگو، امین و باوقار بود...

...از اهل فضیلت و ادب پر منفعت. در تاریخ الخالدی که در این عصر در بیروت چاپ شد و در مجموعه مدایح مؤلفش، به بسیاری از اشعار او برخوردم که با آن شاهزاده فخرالدین بن معان را مدح کرده است و وفاتش در سال 1035 هجری قمری بود. و از آن معلوم می شود که او در امارت فخرالدین معانی فتوا گرفت و صاحب جواهر الحکم از او یاد کرد و گفت که آل حنینی از مکه مکرمه و آخرین آنها شیخ حسن الحانینی است که به پارسایی معروف است...

### موسوعة طبقات الفقهاء
...او در چندین هنر پیشرفت کرد، شعر گفت و با نویسندگان زمان خود گفتگو کرد.

### مکتب حدیثی جبل عامل
در کتاب مکتب حدیثی جبل عامل (از قرن هشتم تا نیمه قرن پانزدهم) او را از اندیشمندان تاثیرگذار بر مکتب جبل عامل دانسته است.

### بلدان جبل عامل
... او دارای مقام فتوا در امارت فخرالدین المعنیی بوده...

... حسن حانینی در جبل عامل به سجده اش ضرب المثل بوده و می گفتند سجده (ای) مانند سجده حانینی...

## اطرافیان

### خویشاوندان
فرزند او عبدالعزیز از کتابداران بزرگ بوده است. او پدربزرگ مادری (پدر مادر) شیخ لطف الله عامل اصفهانی (مالک مسجد شیخ لطف الله) است

## کتاب ها
- حقيبة الأخبار وجهينة الأخبار في التاريخ.[۲۷]
- نظم الجمان في تاريخ الاكابر والأعيان.[۲۷]
- رسالة سماها فرقد الغرباء وسراج الأدباء.[۲۷]
- رسالة في الشفاعة.[۲۷]
- رسالة في النحو.[۲۷]
- ديوان شعر يقارب سبعة آلاف بيت.[۲۷]
- دیوان القصائد فی المدح امیر فخرالدین[۱][۱۸]

## نمونه شعرها

### عشق او
لنا في هوى ذات الوشاح مقاصد * * * وفي خالها للعاشقين مراصد
على حبها نحيا ونحشر في الهوى * * * ونحن على ميثاقها نتعاهد
يقد قلوب الاسد مائس قدها * * * وللصيد منها للجفون مصائد
موردة الخدين دعجاء طفلة * * * برهرهة خمصانة البطن ناهد
غريرة حسن هام عند جمالها * * * وطيب شذاها مستقيم وفاسد
تعلمت البيض البواتر فتكها * * * ومن لينها سمر الرماح موائد

#### ترجمه به فارسی
در شوق حجاب ما مقاصدی داریم * * * در نبود او رصدخانه هایی برای عاشقان است.
به عشق او زندگی می کنیم و در شور و اشتیاق جمع می شویم * * * و به منشور او تعهد می دهیم
دل های شیر بدبخت است * * * و پلک ها برای شکار آنها تله دارند
گونه ها زمزمه می شود، دعای دختر بچه
حسادت حسن در زیبایی او مهم است * * * و بوی او راست و فاسد است.
تخمهای روشن را آموختم و از بین رفتند * * * و از نرمی آنها ثمر الرماح معواد.